# نقض حقوق روزنامه‌نگاران و خبرنگاران در جمهوری اسلامی ایران
نظام جمهوری اسلامی رکورددار قتل روزنامه‌نگاران در نیم قرن اخیر است و نیز از اعدام برای کیفر برخی از روزنامه‌نگاران استفاده می‌کند و حقوق شمار چشمگیری از روزنامه‌نگاران و خبرنگاران توسط این حکومت نقض و از سوی برخی از رسانه‌های خبری و سازمان‌های پشتیبان حقوق بشر، گزارش شده است.

## پیشینهٔ نقض حقوق روزنامه‌نگاران و خبرنگاران
- بر پایه برخی از منابع رسمی، نقض حقوق بشر توسط حکومت جمهوری اسلامی به گونه سازمان‌دهی‌شده (سیستماتیک) انجام می‌شود.[۳]
- بنا بر گزارش خانه آزادی، نظام جمهوری اسلامی ایران برنامه‌های مخفیانه خود را برای ترورهای خارج از کشور، آزار، ربودن و بازگرداندن روزنامه‌نگاران و فعالان سیاسی مخالف حکومت را گسترش داده است.[۴]
- بر پایه گزارش سازمان گزارشگران بدون مرز، حکومت جمهوری اسلامی ایران رکورددار قتل روزنامه‌نگاران در نیم قرن اخیر است.[۵] و نیز از اعدام برای کیفر دادن برخی از روزنامه‌نگاران (از جمله، روح‌الله زم) استفاده می‌کند.[۶] و همواره یکی از بدترین حکومت‌ها در زمینه نقض حقوق بشر بوده و تا کنون ده‌ها قطعنامه در کمیته‌های سازمان ملل متحد در محکومیت نقض حقوق بشر در ایران، تصویب شده است.[۷]
- در ۲۶ دی ۱۴۰۰ سازمان حقوق بشر ایران اعلام کرد که حکومت جمهوری اسلامی ر طول چند دهه، دگراندیشان، مدافعان حقوق بشر، نویسندگان، هنرمندان و کنشگران اجتماعی… را سرکوب می‌کند و به ناحق به زندان می‌اندازد و زندانیان را از حق درمان مناسب، محروم کرده و به سلول انفرادی می‌اندازد.[۸]
- به گزارش سازمان گزارشگران بدون مرز در سال ۱۳۹۸[۹] و نیز سال ۱۳۹۹ خورشیدی[۱۰] حکومت جمهوری اسلامی، سرکوب روزنامه‌نگاران[۱۱] را افزایش داده است.[۹]
- دیوید کی، گزارشگر آزادی بیان سازمان ملل متحد در گزارش خود در اول آبان ۱۳۹۷ به کمیته سوم مجمع عمومی سازمان ملل متحد اعلام کرد که حکومت جمهوری اسلامی، همچنان به سرکوب روزنامه‌نگاران و رسانه‌ها ادامه می‌دهد.[۱۲]
- پس از انتشار گزارش جاوید رحمان (گزارشگر حقوق بشر) دربارهٔ وضعیت ناگوار مطبوعات ایران از جهت آزادی در خرداد ۱۳۹۹، سرکوب اهل رسانه از سوی نهادهای امنیتی و قضایی افزایش یافته و برخی از روزنامه‌نگاران بازداشت یا محاکمه شدند.[۱۳]

## ترور، اعدام یا مرگ بر اثر شکنجه
« ما نمی‌دانیم چند نفر در ایران به دلیل کرونا از بین رفته‌اند؛ چون (حکومت جمهوری اسلامی) از همان روز اول، این آمار، مخفی شده است؛ ما نمی‌دانیم چند نفر در اعتراضات سال‌های اخیر (اعتراضات دی ۱۳۹۶ ایران و اعتراضات آبان ۱۳۹۸ ایران) کشته شده‌اند و ما نمی‌دانیم شلیک به  هواپیما چرا و چگونه رخ داد. … صدها روزنامه‌نگار خوب در این سال‌ها از ایران، اخراج یا تبعید شده‌اند، شغلشان را از دست داده‌اند یا با زندان، شکنجه، آدم‌ربایی و ترور روبه‌رو بوده‌اند». (گفتاری از محمد مساعد، روزنامه‌نگار زندانی)

### مردان
1. روح‌الله زم؛[۱۵][۱۶] روزنامه‌نگاری که در ۲۲ مهر ۱۳۹۸ توسط سازمان اطلاعات سپاه پاسداران انقلاب اسلامی در عراق ربوده شده و در ۱۰ تیر ۱۳۹۹ در ایران اعدام شد.[۱۷][۱۸][۱۹]
2. هدی صابر؛ روزنامه‌نگار و فعال سیاسی که در یکی از زندان‌های حکومت جمهوری اسلامی کشته شد.[۲۰]
3. علی‌رضا افتخاری؛ روزنامه‌نگاری که در یکی از زندان‌های حکومت جمهوری اسلامی و بر اثر اصابت ضربه به جمجمه، کشته شد.[۲۰]
4. سعید سلطان‌پور؛ روزنامه‌نگار، شاعر و نمایشنامه‌نویس چپ‌گرایی که در دهه ۶۰ توسط حکومت جمهوری اسلامی تیرباران شد.[۲۰][۲۱]
5. ابراهیم زال‌زاده؛ نویسنده و روزنامه‌نگاری که در تهران و در جریان قتل‌های زنجیره‌ای ایران و به دست (برخی از مأموران امنیتی) حکومت جمهوری اسلامی ترور و کشته شد.[۲۰]
6. رحمان هاتفی منفرد؛ روزنامه‌نگار چپ‌گرایی که در زندان و در زیر شکنجه به دست (برخی از مأموران) حکومت جمهوری اسلامی ایران کشته شد.[۲۰][۲۱]
7. رضا مظلومان («کوروش آریامنش»)؛ نویسنده و روزنامه‌نگاری که در پاریس و به دست (برخی از مأموران امنیتی) حکومت جمهوری اسلامی ایران ترور و کشته شد.[۲۰]
8. محمود جعفریان؛ یکی از مدیران پیشین سازمان رادیو و تلویزیون ایران که توسط حکومت جمهوری اسلامی ایران اعدام شد.[۲۰]
9. علی‌اصغر امیرانی؛ روزنامه‌نگار و نیز سردبیر مجله «خواندنی‌ها» که توسط حکومت جمهوری اسلامی ایران تیرباران شد.[۲۰][۲۱]
10. یعقوب مهرنهاد؛ روزنامه‌نگار و وبلاگ‌نویسی که توسط حکومت جمهوری اسلامی ایران اعدام شد.[۲۰]
11. پرویز نیکخواه؛ یکی دیگر از مدیران پیشین سازمان رادیو و تلویزیون ایران که توسط حکومت جمهوری اسلامی اعدام شد.[۲۰]
12. سیمون فرزامی؛ روزنامه‌نگار و نیز رئیس دفتر خبرگزاری فرانسه در ایران و سردبیر روزنامه «ژورنال دو تهران» که توسط حکومت جمهوری اسلامی اعدام شد.[۲۰][۲۱]
13. عدنان حسن‌پور؛ روزنامه‌نگار کرد ایرانی که در سال ۱۳۸۶ بازداشت شده[۲۲] و به حکم دادگاه انقلاب به اعدام محکوم شد.[۲۳]

### بانوان
1. زهرا کاظمی؛ روزنامه‌نگار و عکاسی که در یکی از زندان‌های حکومت جمهوری اسلامی، زیر شکنجه کشته شد.[۲۲][۲۴][۲۰]
2. هاله سحابی؛ روزنامه‌نگار و فعال سیاسی‌ای که بر اثر حمله فیزیکی نیروهای امنیتی حکومت جمهوری اسلامی به وی در هنگام به‌خاک‌سپاری پیکر پدرش عزت‌الله سحابی کشته شد.[۲۰]

### ترور گروهی روزنامه‌نگاران، نویسندگان و شاعران
- تلاش (ناموفق) برای کشتن هم‌زمان ۲۱ نویسنده، شاعر و روزنامه‌نگار در ماجرای اتوبوس ارمنستان.[۲۰][۱۹]

## احضار، بازداشت، شکنجه، زندان و ربایش

### مردان
1. کیوان صمیمی بهبهانی؛[۲۵] پیرترین روزنامه‌نگار زندانی در دوره جمهوری اسلامی و از بازداشت‌شدگان اعتراضات روز جهانی کارگر که در سال ۱۳۹۹ به حکم دادگاه انقلاب تهران به اتهام تبلیغ علیه نظام به ۳ سال حبس تعزیری[۱۳] و در حکمی دیگر به ۶ سال حبس محکوم شد.[۲۶] همچنین، او به زندانی در سمنان تبعید شد.
2. امیر مهدی ادیب موحد (امیر مهدی جلایری)؛ روزنامه‌نگار و مؤسس الآن نیوز، از سال ۱۳۸۸ در جریان اعتراض به تخلفات انتخاباتی[۲۷] تا سال ۱۳۹۸ چندین دفعه به دلیل انتقاد و اعتراض به عملکرد جمهوری‌اسلامی احضار، بازجویی و بازداشت شد.[۲۸] وی در احکام قضایی متعدد به اتهامات تبلیغ علیه نظام، اهانت به رهبر جمهوری اسلامی و تشویش اذهان عمومی، جمعاً به ۲۱سال حبس محکوم گردیده است که با توجه به قانون تجمیع احکام قضایی، مجموعاً ۸ سال و ۱۰ ماه حبس برای او قابل اجراست.[۲۹][۳۰][۳۱]وی در جریان بازداشت در ۱۳۸۸ و ۱۳۹۵ و ۱۳۹۶ تحت شکنجه جسمی قرار گرفته است.[۳۲][۳۳] همسر وی «سیده فاطمه اسما اسماعیل‌زاده» نیز در ارتباط با پروندهٔ سیاسی امیرمهدی ادیب موحد، بیش‌از ۶ماه را در حبس گذرانده است.[۳۴][۳۵][۳۶][۳۷]
3. سهیل عربی؛ وبلاگ‌نویس، عکاس و شهروند خبرنگاری که توسط حکومت جمهوری اسلامی به دلیل ارتداد و توهین به مقدسات اسلامی به اعدام محکوم شد؛ ولی حکمش بعدها به ۷ سال و نیم حبس و ۲ سال ممنوع‌الخروجی کاهش یافت. سازمان گزارشگران بدون مرز در یکی از گزارش‌های خود از آزار قضایی بر ضد سهیل عربی، خبر داده است.[۳۸] سهیل عربی در سال ۲۰۱۷ میلادی، برنده جایزه «شهروند خبرنگاری»[۳۹] سازمان گزارشگران بدون مرز شد. فرنگیس مظلوم، مادر وی[۳۹] نیز (به دلیل دادخواهی دربارهٔ فرزندش) به ۶ سال حبس محکوم شد.[۱۷]
4. محمد نوری‌زاد؛ روزنامه‌نگار، مستندساز، فعال حقوق بشر و فعال سیاسی‌ای که در سال ۱۳۹۸ توسط حکومت جمهوری اسلامی به ۱۵ سال حبس، ۳ سال تبعید به ایذه و ۳ سال ممنوعیت خروج از کشور به دلیل امضای نامه سرگشاده به همراه ۱۴ فعال مدنی و سیاسی (بیانیه ۱۴ فعال سیاسی)-که در آن، خواستار استعفای سید علی خامنه‌ای از رهبری و تغییر در پایه‌های قانون اساسی شده بود-محکوم شد.[۴۰][۴۱] فرزندش علی نوری‌زاد هم در ۲۴ مرداد ۱۳۹۹ به اتهام «شرکت در تجمعات دی ماه ۱۳۹۸ در اعتراض به ساقط شدن هواپیمای مسافربری اوکراینی (پرواز شماره ۷۵۲ هواپیمایی بین‌المللی اوکراین)»، «فعالیت تبلیغی علیه نظام» و «توهین به رهبری» به چند سال حبس محکوم شد.[۴۲][۴۳]
5. محمد مساعد؛ روزنامه‌نگار و برنده «جایزه آزادی بیان»[۱۴][۴۴] چند بار به دلیل فعالیت‌های خبرنگاری دربارهٔ اعتراضات آبان ۱۳۹۸ ایران،[۱۱] اعتصابات کارگری و نیز گزارش‌های تحقیقی دربارهٔ پرونده‌های مفاسد اقتصادی بازداشت شد و در شهریور ۱۳۹۹ به حکم دادگاه انقلاب تهران به ۴ سال و ۹ ماه حبس تعزیری، ۲ سال محرومیت از خبرنگاری و نیز توقیف وسایل ارتباطی‌اش محکوم شد.[۱۳][۹]
6. امیرحسین میراسماعیلی؛ روزنامه‌نگاری که توسط حکومت جمهوری اسلامی ایران به ۱۰ سال حبس، ۲ سال محرومیت از فعالیت در رسانه‌ها و فضای مجازی، ۲ سال ممنوعیت خروج از کشور و نیز جریمه نقدی ۶ میلیارد ریالی محکوم شد.[۴۵]
7. کیومرث مرزبان؛[۴۶] طنزپرداز، نویسنده و روزنامه‌نگاری[۴۷] که با رسانه‌هایی مانند «رادیو فردا» همکاری داشته در سال ۱۳۹۶ در ایران بازداشت شده و به ۲۳ سال و نیم حبس محکوم شد. مرزبان در ۴ شهریور ۱۳۹۷[۴۸] به دست برخی مأموران سازمان اطلاعات سپاه پاسداران انقلاب اسلامی[۴۹] دستگیر شد. او به حکم دادگاه انقلاب حکومت جمهوری اسلامی و به اتهام توهین به مقدسات[۵۰] (سب النبی و اهانت به دین اسلام؛ ۷ سال و شش ماه حبس)، فعالیت تبلیغی بر ضد نظام (یک سال و شش ماه حبس)، توهین به خمینی و خامنه‌ای (۳ سال حبس)، توهین به مسئولان سه قوهٔ نظام (۹ ماه حبس) و ارتباط با دولت (ایالات متحده آمریکا) و رسانه‌های متخاصم (از جمله، رادیو فردا، شبکهٔ تلویزیونی من‌وتو، ۱۱ سال حبس[۴۷])، به ۲۳ سال و ۹ ماه حبس و نیز ۲ سال ممنوعیت خروج از کشور، ۲ سال محروم از استفاده از شبکه‌های اجتماعی، ۲ سال محروم از فعالیت رسانه‌ای، محکوم شد.[۵۱][۵۲]
8. رضا نوربخش؛ روزنامه‌نگاری که توسط حکومت جمهوری اسلامی به ۳ سال حبس محکوم شد.[۲۶]
9. شهرام صفری؛[۵۳] روزنامه‌نگار کرمانشاهی که در سال ۱۳۹۹ به دلیل انتشار آمار بیماران مبتلا به کرونا، توسط دادگاه انقلاب حکومت جمهوری اسلامی محاکمه شد.[۱۳]
10. رضا انصاری‌راد؛ روزنامه‌نگاری که در ۱۴ اردیبهشت ۱۳۹۱ به یک سال زندان محکوم شد.[۵۴]
11. ایرج جمشیدی؛ سردبیر روزنامه آسیا که در سال ۱۳۸۳ توسط حکومت جمهوری اسلامی بازداشت شد.[۵۵]
12. حسن کریم‌زاده؛ نویسنده، روزنامه‌نگار، کاریکاتوریست و طراح یکی از نشریات که به دلیل کشیدن کاریکاتوری شبیه چهره سید روح‌الله خمینی به ۱ سال حبس و ۵۰ ضربه شلاق و جریمه نقدی محکوم شد؛ ولی حکمش با اعتراض سید ابراهیم رئیسی و در دیوان عالی کشور به ۱۰ سال افزایش یافت.[۵۶] در قم گروهی به خیابان آمده و خواستار اعدام وی و مدیر مسئول مجله فاراد به دلیل توهین به خمینی شدند و برخی از حوزویان نیز آن را یک توطئه فرهنگی اعلام کردند.[۵۶]
13. طبیب تقی‌زاده؛ روزنامه‌نگاری که توسط حکومت جمهوری اسلامی به ۲ سال حبس تعلیقی، محرومیت از فعالیت در فضای مجازی و نیز ممنوع‌الخروج بودن محکوم شد.[۵۷]
14. احسان مازندارنی؛ روزنامه‌نگار و مدیر مسئول روزنامه فرهیختگان که در سال ۱۳۹۴ توسط سازمان اطلاعات سپاه بازداشت شده[۵۸] و به حبس محکوم شد.[۵۹]
15. مسعود لواسانی؛ روزنامه‌نگاری که توسط حکومت جمهوری اسلامی به ۸ و نیم سال حبس محکوم شد.[۲۶]
16. آرش شعاع شرق؛ مدیر مسئول تارنمای اطلاع‌رسانی «گیلان نو» توسط حکومت جمهوری اسلامی به ۴۰ ضربه شلاق محکوم شد.[۲۴] وی از تهدیدها و فشارهای قضایی به ترکیه پناه برد؛ ولی در ۵ فوریه ۲۰۱۸ به دست مأموران امنیتی جمهوری اسلامی در جلو خانه‌اش ربوده شده و به زندان‌های امنیتی ارومیه، اردبیل، رشت، زندان لاکان رشت و مدتی نیز به بند ۲۰۹زندان اوین در ایران منتقل شد.[۱۷]
17. حسین رونقی ملکی؛ فعال حقوق بشر و روزنامه‌نگار[۲۵] و نخستین قربانی طرح صیانت بود که توسط حکومت جمهوری اسلامی ربوده شد.[۶۰]
18. سعید متین‌پور؛ روزنامه‌نگار آذربایجانی ایرانی که توسط حکومت جمهوری اسلامی بازداشت شد.[۲۲]
19. بهمن احمدی امویی؛ روزنامه‌نگاری که توسط حکومت جمهوری اسلامی به ۶ سال حبس محکوم شد.[۲۶]
20. بابک طهماسبی؛ روزنامه‌نگاری که توسط حکومت جمهوری اسلامی و در دادگاه اهواز به ۲ سال زندان و ۷۴ ضربه شلاق محکوم شد.[۹][۱۱]
21. سعید پورحیدر؛ روزنامه‌نگاری که در ۱۵ دی ۱۳۹۳ توسط حکومت جمهوری اسلامی بازداشت شده و به مکان نامعلومی منتقل شد. وی پیش‌تر، در سال ۱۳۸۸ و به حکم دادگاه انقلاب به ۵ سال حبس نیز محکوم شده بود.[۶۱]
22. محمد صدیق کبودوند؛ روزنامه‌نگار کرد ایرانی[۲۲] که به حکم دادگاه انقلاب حکومت جمهوری اسلامی به ۱۱ سال حبس تعزیری محکوم شد.[۶۲]
23. عبدالرضا احمدی؛ روزنامه‌نگاری که توسط حکومت جمهوری اسلامی بازداشت شده و مدتی در سلول انفرادی بود.[۶۳]
24. مسعود کاظمی؛ روزنامه‌نگاری که توسط حکومت جمهوری اسلامی به ۴ سال و نیم حبس محکوم شد.[۶۴]
25. در اسفند ۱۴۰۰، نویسنده و روزنامه‌نگار آبادانی‌ای به نام کوروش کرم‌پور به همراه دو روزنامه‌نگار دیگر به دلیل انتشار گزارشی دربارهٔ اعتراضات ۱۳۷۹ در آبادان دربارهٔ وضعیت بد آب و نیز کشته شدن برخی از معترضان، از علی خامنه‌ای به عنوان رهبر، خواسته بود که از مردم عذرخواهی کند که البته انتشار این مطلب، باعث محاکمه وی به اتهام توهین به رهبری شد.[۶۵]
26. امیررضا تیموری؛ روزنامه‌نگاری که از سوی پلیس فتا احضار و بازجویی شد.[۹][۱۱]
27. کیوان کریمی؛ مستندساز و خبرنگاری که از سوی حکومت جمهوری اسلامی، افزون بر حکم زندان به ۲۲۳ ضربه شلاق نیز محکوم شد.[۲۴]
28. امین ماسوری؛ نویسنده، روزنامه‌نگار و نقاشی که در دی ۱۳۹۷ بازداشت شده و به اتهام فعالیت تبلیغی بر ضد نظام، به ۱۵ ماه حبس تعزیری و به اتهام توهین به رهبری (خامنه‌ای) به ۸ ماه حبس تعزیری محکوم شد.[۶۶] وی در حکمی دیگر (و به دلیل کشیدن نقاشی‌های دربارهٔ اعتراضات آبان ۱۳۹۸ ایران) به ۶۹ ماه حبس محکوم شد.[۶۷][۶۸]
29. جواد ماه‌زاده؛ روزنامه‌نگاری که توسط حکومت جمهوری اسلامی به ۴ سال حبس محکوم شد.[۲۶]
30. نادر فتوره‌چی؛ نویسنده، مترجم و روزنامه‌نگاری که در سال ۱۳۹۹ به اتهام تشویش اذهان عمومی بر ضد نهادها، مقامات و سازمان‌های حکومت جمهوری اسلامی به یک سال حبس تعلیقی محکوم شد.[۱۳]
31. نجف مهدی‌پور؛ خبرنگار ایلامی که در ۳۰ اردیبهشت ۱۳۹۷ بازداشت شده و توسط دادگاه انقلاب ایلام به ۱ سال حبس تعزیری به اتهام توهین به رهبری و تبلیغ علیه نظام، محکوم شد. همچنین در ۲۸ اردیبهشت ۱۴۰۰ نیز به دست برخی از نیروهای امنیتی در خانه‌اش بازداشت شده و به مکان نامعلومی منتقل شد.[۶۹]
32. احسان بداغی؛ روزنامه‌نگاری که در سال ۱۳۹۸ برخی از مأموران سازمان اطلاعات سپاه با یورش به خانه‌اش وسایل ارتباطی خود و خانواده‌اش را بازرسی کرده و با خود بردند[۷۰] و وی را هم بازداشت کردند.[۷۱]
33. کاوه جوانمرد؛ روزنامه‌نگار کرد ایرانی که در ۱۷ مه ۲۰۰۷ به ۲ سال زندان محکوم شد.[۲۲]
34. امید منتظری؛ روزنامه‌نگاری که توسط حکومت جمهوری اسلامی به ۶ سال حبس محکوم شد.[۲۶]
35. عبدالواحد بوتیمار (هیوا)؛ روزنامه‌نگار کرد ایرانی که در سال ۱۳۸۶ بازداشت شده و به حکم دادگاه انقلاب حکومت جمهوری اسلامی ایران به اعدام محکوم شد[۲۳](ولی بعدها حکمش به حبس تبدیل شد).
36. خسرو صادقی بروجنی؛ روزنامه‌نگاری که در سال ۱۳۹۸ توسط حکومت جمهوری اسلامی به ۸ سال زندان محکوم شد.[۷۱][۷۰]
37. خلیل درمنکی؛ روزنامه‌نگاری که توسط حکومت جمهوری اسلامی مورد آزار قرار گرفته و ماه‌ها بدون محاکمه در زندان بود.[۲۶]
38. رضا رفیعی فروشانی؛ روزنامه‌نگاری که توسط حکومت جمهوری اسلامی به ۷ سال حبس محکوم شد.[۲۶]
39. مسعود باستانی؛ (همسر مهسا امرآبادی و) روزنامه‌نگاری که توسط حکومت جمهوری اسلامی به ۶ سال حبس[۲۶] و پرداخت جریمه نقدی محکوم شد و از تیر ۱۳۸۸ و بدون مرخصی، در زندان رجایی‌شهر بود.[۷۲][۷۳]
40. کسری نوری؛ صوفی و مدیر پیشین خبرگزاری «مجذوبان نور» و فعال سیاسی‌ای که به حکم دادگاه انقلاب و به اتهاماتی همچون: رهبری اعتراضات گلستان هفتم (صوفیان نعمت‌اللهی سلطان‌علی‌شاهی) و مشارکت در اعتراضات دی ۱۳۹۶ ایران به ۱۲ سال حبس تعزیری، ۷۴ ضربه شلاق، ۲ سال تبعید به ثلاث باباجانی، ۲ سال ممنوع‌الخروجی و نیز ۲ سال محرومیت از عضویت در گروه‌ها و احزاب و فعالیت رسانه‌ای محکوم شد.[۷۴][۷۵]
41. محمدرضا فتحی؛ روزنامه‌نگاری که از سوی حکومت جمهوری اسلامی به ۴۵۹ ضربه شلاق محکوم شد.[۲۴]
42. مهدی سهرابی؛[۵۳] فعال رسانهای زنجانی که توسط حکومت جمهوری اسلامی به ۱۳ ماه و ۱۷ روز حبس و نیز پرداخت ۲ میلیون تومان جزای نقدی و ۱ سال ممنوعیت از فعالیت در حرفه خبرنگاری محاکمه شد.[۷۶]
43. سعید لیلاز؛ روزنامه‌نگاری که توسط حکومت جمهوری اسلامی به ۵ سال حبس محکوم شد.[۲۶]
44. در ۲۳ آبان ۱۳۹۰، حسن فتحی؛ روزنامه‌نگار و مستندسازی که بازداشت و به محل نامعلومی انتقال یافت.[۷۷]
45. مهدی محمودیان؛ روزنامه‌نگاری که در سال ۱۳۹۸ به دست برخی از مأموران امنیتی حکومت جمهوری اسلامی بازداشت شد[۷۱] و به ۵ سال حبس محکوم شد.[۷۳]
46. ساسان آقایی؛ روزنامه‌نگار و معاون سردبیر روزنامه اعتماد، در ۲۱ مرداد ۱۳۹۵ از سوی نیروهای امنیتی جمهوری اسلامی بازداشت شد.[۷۸]
47. امیرعباس دهباشی‌نژاد؛[۵۳] خبرنگار بوشهری و نیز سردبیر مجله «هم‌شاگردی» به ۲۱ ماه حبس و ۳۰ ضربه شلاق محکوم شد.[۷۹]
48. یغما فشخامی؛ روزنامه‌نگاری که در سال ۱۳۹۸ با یورش برخی از مأموران سازمان اطلاعات سپاه[۷۰] به خانه‌اش و نیز توقیف وسایل شخصی، اسناد و ابزار کارش مورد خشونت قرار گرفته و بازداشت شد.[۷۱]
49. امیر امیرقلی؛ یکی از نویسندگان نشریهای دانشجویی که به همراه امیرحسین محمدی‌فر و ساناز الله‌یاری بازداشت شد.[۳۹]
50. عبدالرضا تاجیک؛ روزنامه‌نگار و فعال حقوق بشری که در سال ۱۳۸۹ توسط حکومت جمهوری اسلامی به مدت ۶ ماه زندانی شد.[۸۰]
51. محمود شکرایه؛ کاریکاتوریستی که در ۱۵ اردیبهشت ۱۳۹۱ توسط حکومت جمهوری اسلامی به ۲۵ ضربه شلاق محکوم شد.[۵۴]
52. مصطفی شریف؛ روزنامه‌نگاری که از سوی حکومت جمهوری اسلامی به ۴۰ ضربه شلاق محکوم شد.[۲۴]
53. عماد بهاور؛ روزنامه‌نگاری که توسط حکومت جمهوری اسلامی مورد آزار قرار گرفته و ماه‌ها بدون محاکمه در زندان بود.[۲۶]
54. مازیار بهاری؛ روزنامه‌نگار، فیلم‌ساز و فعال حقوق بشری که توسط دادگاه انقلاب حکومت جمهوری اسلامی به ۱۳ سال زندان و ۷۴ ضربه شلاق محکوم شد.[۸۱]
55. مازیار خسروی؛ روزنامه‌نگاری که در سال ۱۳۹۸ با حمله برخی از مأموران سازمان اطلاعات سپاه[۷۰] به خانه‌اش و نیز توقیف وسایل شخصی، اسناد و ابزار کارش مورد خشونت قرار گرفته و بازداشت شد.[۷۱]
56. امیر بابایی؛ روزنامه‌نگاری که در سال ۱۳۹۸ به دست برخی از مأموران امنیتی حکومت جمهوری اسلامی بازداشت شده[۷۱] و به جزای نقدی محکوم شد.[۷۰]
57. سعید ساعی؛ روزنامه‌نگار کرد ایرانی که در ژوئن ۲۰۰۷ به ۲ سال و نیم حبس محکوم شد.[۲۲]
58. عباس لسانی؛ روزنامه‌نگار آذربایجانی ایرانی که توسط حکومت جمهوری اسلامی ایران بازداشت شد.[۲۲]
59. سامان صفرزایی؛ روزنامه‌نگاری که در سال ۱۳۹۴ توسط سازمان اطلاعات سپاه بازداشت شد.[۵۸]
60. ابوالفضل عابدینی نصر؛ فعال سیاسی و حقوق بشر و روزنامه‌نگاری که به حکم دادگاه انقلاب حکومت جمهوری اسلامی به ۱۱سال حبس تعزیری محکوم شد.[۸۲]
61. پژمان موسوی؛ روزنامه‌نگاری که در سال ۱۳۹۸ به دست برخی از مأموران امنیتی حکومت جمهوری اسلامی بازداشت شد.[۷۱]
62. در اسفند ۱۴۰۰، یک نویسنده و روزنامه‌نگار آبادانی‌ای به نام حسن موسوی، به همراه دو روزنامه‌نگار دیگر به دلیل انتشار گزارشی دربارهٔ اعتراضات ۱۳۷۹ در آبادان دربارهٔ وضعیت بد آب و نیز کشته شدن برخی از معترضان، از علی خامنه‌ای به عنوان رهبر، خواسته بود که از مردم عذرخواهی کند که البته انتشار این مطلب، باعث محاکمه وی به اتهام توهین به رهبری شد.[۶۵]
63. فرزاد پورمرادی؛ روزنامه‌نگار و مدیر یکی از کانال‌های خبری تلگرامی که در سال ۱۳۹۴ توسط سازمان اطلاعات سپاه در کرمانشاه بازداشت شد و رایانه، دست‌نوشته‌ها و ابزار کارش نیز ضبط و برده شد.[۵۸]
64. مجید مطلب‌زاده؛ روزنامه‌نگاری که توسط حکومت جمهوری اسلامی زندانی شد.[۱۳]
65. مصطفی براری؛ روزنامه‌نگاری که از سوی حکومت جمهوری اسلامی به ۱۱۴ ضربه شلاق محکوم شد.[۲۴]
66. علی فرح‌بخش؛ روزنامه‌نگاری که به ۳ سال حبس محکوم شد.[۲۲]
67. امیرحسین محمدی‌فر؛ یکی از نویسندگان نشریه‌ای دانشجویی که به همراه همسرش ساناز الله‌یاری نیز امیر امیرقلی بازداشت شد.[۳۹]
68. جلال قوامی؛ روزنامه‌نگار کرد ایرانی که در ژوئن ۲۰۰۷ به ۳ سال حبس محکوم شد.[۲۲]
69. امان‌محمد خوجملی؛ روزنامه‌نگاری که به دلیل انتشار مطالبی دربارهٔ وضعیت بحران اقتصادی و با شکایت نهادهای امنیتی بازداشت شده و به جریمه نقدی محکوم شد.[۹][۱۱]
70. صدرا محقق؛ دبیر اجتماعی روزنامه شرق توسط حکومت جمهوری اسلامی بازداشت شد.[۸۳]
71. احمد زیدآبادی؛ روزنامه‌نگاری که توسط حکومت جمهوری اسلامی به ۶ سال حبس و ۵ سال تبعید محکوم شد.[۲۶]
72. عمادالدین باقی؛ روزنامه‌نگار و فعال حقوق بشری که توسط حکومت جمهوری اسلامی به حبس محکوم شد.[۲۶]
73. ماشاالله شمس‌الواعظین (نام مستعار: محمود شمس)؛ روزنامه‌نگار و سخنگوی «انجمن دفاع از مطبوعات ایران» در سال ۱۳۸۸ توسط حکومت جمهوری اسلامی دستگیر شد.[۸۴]
74. یاشار سلطانی؛ مدیر مسئول پایگاه خبری «معمارنیوز» به دلیل انتشار گزارش سازمان بازرسی کل کشور دربارهٔ واگذاری غیرقانونی املاک در شهرداری تهران بازداشت شد.[۸۳]
75. عیسی سحرخیز؛ روزنامه‌نگاری که توسط حکومت جمهوری اسلامی مورد آزار قرار گرفته و ماه‌ها بدون محاکمه در زندان بود.[۲۶][۵۹]
76. جیسون رضاییان؛ خبرنگار واشینگتن پست که توسط حکومت جمهوری اسلامی زندانی شد.[۸۵]
77. حشمت‌الله طبرزدی؛ روزنامه‌نگار و فعال سیاسی‌ای که توسط حکومت جمهوری اسلامی به چند سال حبس محکوم شد.[۸۴][۸۶]
78. محسن سازگارا؛ روزنامه‌نگار و فعال سیاسی‌ای که توسط حکومت جمهوری اسلامی بازداشت شد.[۸۷]
79. در ۲۳ آبان ۱۳۹۰ عادل آل‌یحیا، مجری و نیز رایاد آل‌مجد، فیلم‌بردار، بازداشت شدند.[۷۷]
80. امیرعباس آزرم‌وند؛ روزنامه‌نگار و فعال مدنی‌ای که در ۱۷ اسفند ۱۴۰۰ و در تجمع روز جهانی زنان در تهران بازداشت شد. وی به اتهام «اجتماع و تبانی» به ۳ سال و ۷ ماه حبس تعزیری و به اتهام «فعالیت تبلیغی علیه نظام» به ۸ ماه حبس تعزیری و به عنوان مجازات «تکمیلی» به «منع عضویت در گروه‌های سیاسی و اجتماعی و خروج از کشور به مدت ۲ سال»، به زندان اوین منتقل شد.[۸۸]
81. سام محمودی؛ در ۲۱ تیر ماه ۱۳۷۸ به دلیل حضور در اعتراضات دانشجویی کوی دانشگاه تهران به اتهام اجتماع و تبانی علیه امنیت ملی، فعالیت تبلیغی علیه نظام جمهوری اسلامی و… بازداشت شد و به مدت ۱۷۷ روز در سلول‌های انفرادی زندان‌های مختلفی از جمله توحید، سئول و… به‌سر برد.[۸۹]
82. وحید اشتری، بابت افشای پرونده مشهور به سیسمونی گیت، به ۲ سال حبس تعزیری محکوم شد.[۹۰]

### بانوان
«عکس‌های پزشکی قانونی زنجان، نشان می‌دهد که تن من از شانه و سینه تا بازو و ران پا چگونه توسط مردان [زندانبان] دریده شده بود…. من بارها و بارها، چه در سلول‌های انفرادی و چه در بند عمومی زندان اوین، حتی در بند عادی زنان زندان زنجان، روایت‌هایی از تعرض‌های [جنسی] مردان حکومت جمهوری اسلامی ایران نسبت به زنان را شاهد بوده‌ام و شنیده‌ام». (نرگس محمدی، نائب رئیس و سخنگوی کانون مدافعان حقوق بشر ایران و روزنامه‌نگار زندانی)

«این اتهام‌ها علیه برادرم دروغین [بوده] و برای به سکوت وادار کردن من هستند. تنها جرم برادر من، افشا و برهم زدن طرح سپاه پاسداران برای ربودن من از ترکیه بود [که] او در این باره به من هشدار داد». (گفتاورد مسیح علی‌نژاد دربارهٔ برادر زندانی‌اش)

1. شیوا نظر آهاری؛ روزنامه‌نگار و فعال حقوق بشر و حقوق کودکان کار، عضو هیئت مؤسس و دبیر «کمیته دانشجویی دفاع از زندانیان سیاسی» و نیز عضو هیئت مؤسس و نیز سخنگوی کمیته گزارشگران حقوق بشر که توسط حکومت جمهوری اسلامی به حبس محکوم شد.[۲۶]
2. فریبا پژوه؛ روزنامه‌نگاری که تا کنون چند بار توسط حکومت جمهوری اسلامی بازداشت شده است. وی به مدت چند ماه در سلول انفرادی کوچکی در زیرزمین زندان اوین به نام قبر (سلول قبری) محبوس شد.[۹۲] او بار دیگر در ۱۹ تیر ۱۳۹۲ به دست چند مأمور امنیتی و پس از بازرسی منزل بازداشت شد.[۹۳]
3. شکیلا منفرد؛ زندانی سیاسی زندان قرچک ورامین که در پی رعایت نشدن اصل تفکیک جرائم و نیز آسیب دیدنش به دست برخی از مجرمان غیر سیاسی، دست به اعتصاب غذا زده و در وضعیت بد جسمی قرار گرفت.[۹۴] وی به حکم دادگاه انقلاب تهران، به اتهام‌هایی همچون: فعالیت تبلیغی بر ضد نظام و نیز توهین به مقدسات (اسلامی) به ۶ سال حبس تعزیری و چهار ماه کار اجباری محکوم شد که بعدها نیز به ۲ سال و ۸ ماه حبس تعزیری و پرداخت ۱۰ میلیون تومان جزای نقدی، محکوم شد.[۹۴]
4. مهرانگیز کار؛ روزنامه‌نگار، وکیل، نویسنده، زندانی سیاسی و نیز فعال اجتماعی در زمینه حقوق بشر و حقوق زنان که در دادگاه انقلاب به ۴ سال زندان محکوم شد.[۹۵] وی دادگاه فدرال آمریکا از حکومت جمهوری اسلامی به دلیل شکنجه و کشتن همسرش سیامک پورزند شکایت کرد.[۹۵]
5. سوسن محمدخانی غیاثوند؛ روزنامه‌نگاری که توسط حکومت جمهوری اسلامی مورد آزار قرار گرفته و ماه‌ها بدون محاکمه در زندان بود.[۲۶]
6. هنگامه شهیدی؛[۶۴] خبرنگاری که به ۱۲ سال و ۹ ماه زندان و ۲ سال محرومیت از عضویت در گروه‌ها و احزاب و نیز فعالیت مجازی و رسانه‌ای و خروج از کشور، محکوم شد و در ۵ تیر ۱۳۹۷ به زندان افتاد. دلیل محکومیت وی انتقاد به بی‌عدالتی در قوه قضاییه است.[۳۹][۲۶] وی نیز مانند برخی از زندانیان عقیدتی و سیاسی، در راستای پروژه دیوانه‌سازی توسط حکومت جمهوری اسلامی به بیمارستان روانی منتقل شد.[۹۶]
7. یاسمن خالقیان؛ روزنامه‌نگاری که در سال ۱۳۹۸ برخی از مأموران سازمان اطلاعات سپاه[۷۰] با یورش به خانه‌اش و نیز توقیف وسایل شخصی، اسناد و ابزار کارش (وسایل ارتباطی)، مورد خشونت قرار گرفته و بازداشت شد.[۷۱]
8. ساناز الله‌یاری؛ یکی از نویسندگان نشریه‌ای دانشجویی که به همراه همسرش امیرحسین محمدی‌فر و نیز امیر امیرقلی بازداشت شد.[۳۹]
9. آفرین چیت‌ساز؛ روزنامه‌نگاری که در سال ۱۳۹۴ توسط سازمان اطلاعات سپاه بازداشت شد.[۵۸]
10. مرضیه امیری قهفرخی؛ روزنامه‌نگاری[۴۷] که در ۱۱ اردیبهشت ۱۳۹۸ و در هنگام تهیه گزارش، بازداشت شد[۶۴] و در دادگاه انقلاب به اجتماع و تبانی به قصد اقدام علیه امنیت ملی (حضور در اعتراضات روز جهانی کارگر) و تبلیغ علیه نظام، متهم شد و به ۱۰ سال زندان و ۱۴۸ ضربه شلاق محکوم شد.[۳۹][۷۰][۹۷][۴۷]
11. الهه موسوی؛[۵۳] سردبیر نشریه «سلیم» و نیز خبرنگار حوزه محیط زیست در مازندران که توسط دادسرای انقلاب تهران احضار[۹۸][۹۹] و محاکمه شد.
12. عالیه مطلب‌زاده؛ عکاس و نایب رئیس انجمن دفاع از آزادی مطبوعات، فعال حقوق بشر و حقوق زنان که در سال ۱۳۹۶ توسط دادگاه انقلاب حکومت جمهوری اسلامی به ۳ سال حبس محکوم شد.[۱۰۰][۱۰۱]
13. آویشا جلال‌الدین؛ به همراه سپیده مرادی و شیما انتصاری در تارنمای «مجذوبان نور» (وابسته به سلسله نعمت‌اللهیه سلطان‌علی‌شاهی) همکاری داشته و به پنج سال حبس محکوم شد. وی از مراقبت‌های بهداشتی و پزشکی محروم است.[۳۹]
14. بدرالسادات مفیدی؛ روزنامه‌نگاری که توسط حکومت جمهوری اسلامی مورد آزار قرار گرفته و ماه‌ها بدون محاکمه در زندان بود.[۲۶]
15. مولود حاجی‌زاده؛ روزنامه‌نگاری که در سال ۱۳۹۸ با حمله برخی از مأموران سازمان اطلاعات سپاه[۷۰] به خانه اش و نیز توقیف وسایل شخصی، اسناد و ابزار کارش مورد خشونت قرار گرفته و بازداشت شد.[۷۱]
16. مونا مافی؛ روزنامه‌نگاری که در سال ۱۳۹۸ برخی از مأموران سازمان اطلاعات سپاه با یورش به خانه‌اش وسایل ارتباطی خود و خانواده‌اش را بازرسی کرده و با خود بردند.[۷۰]
17. مهرنوش طافیان؛ خبرنگاری به ۳ ماه و ۱۰ روز زندان تعزیری و یک سال زندان تعلیقی محکوم شد.[۱۰۲][۱۰۳]
18. نرگس محمدی؛ روزنامه‌نگار، فعال سیاسی و نائب رئیس کانون مدافعان حقوق بشر ایران که در وضعیت غیرانسانی، تحقیرآمیز و محروم از حقوق ابتدایی، زندانی است.[۵۴] او به اتهام پایه‌گذاری «انجمن لگام» (انجمن لغو مجازات اعدام) و نیز تبلیغ و اجتماع و تبانی بر ضد نظام، به ۱۶ سال حبس محکوم شد که در ۱۵ اردیبهشت ۱۳۹۴ به زندان برده شد.[۳۹]
19. ریحانه طباطبایی؛ روزنامه‌نگاری که در آذر ۱۳۸۹ بازداشت شد و ۳۶ روز در سلول انفرادی بند ۲-الف سپاه پاسداران انقلاب اسلامی بود و سپس در دادگاه انقلاب اسلامی به اتهام فعالیت برای دستیابی به انتخابات آزاد و انتشار اخبار جنبش سبز ایران به ۶ ماه حبس تعزیری محکوم شد.[۱۰۴]
20. مهسا امرآبادی؛ روزنامه‌نگاری که در اسفند ۱۳۹۰ و به حکم دادگاه انقلاب تهران به ۵ سال زندان، محکوم شد.[۷۳][۱۰۵] وی پیش‌تر، در خرداد ۱۳۸۸ بازداشت و به یک سال زندان تعزیری محکوم شده بود.[۷۲] وزارت اطلاعات از ملاقات وی با همسرش مسعود باستانی جلوگیری کرد.[۱۰۶]
21. نادا صبوری؛ کنشگر مدنی و روزنامه‌نگاری که در ۱۷ مرداد ۱۳۹۹ به دست برخی از نیروهای امنیتی حکومت جمهوری اسلامی در تهران بازداشت شد و برای اجرای حکم ۳ سال و ۶ ماه حبسش راهی بند زنان زندان اوین شد.[۱۳]
22. کوثر کریمی؛ روزنامه‌نگاری که در شهریور ۱۳۹۹ و به دلیل گزارشی دربارهٔ وضعیت بلاتکلیف ۳۰۰ خانوار روستای محروم ابوالفضل و نیز درگیری روستاییان با مأموران به دلیل ویران شدن خانه‌هایشان با حکم بنیاد مستضعفان انقلاب اسلامی و به اتهام «تبلیغ علیه نظام» بازداشت شد.[۱۳][۹][۱۱]
23. محبوبه خوانساری؛ روزنامه‌نگاری که در خرداد ۱۳۸۹ توسط حکومت جمهوری اسلامی بازداشت شد.[۴۷]
24. شیما انتصاری؛ به همراه سپیده مرادی و آویشا جلال‌الدین در تارنمای «مجذوبان نور» (وابسته به سلسله نعمت‌اللهیه سلطان‌علی‌شاهی) همکاری داشته و به پنج سال حبس محکوم شد. وی از مراقبت‌های بهداشتی و پزشکی محروم است.[۳۹]
25. الهه رمضان‌پور؛ خبرنگار اهل استان گلستان که توسط حکومت جمهوری اسلامی محاکمه شد.[۵۳]
26. شبنم نظامی؛ روزنامه‌نگاری که در سال ۱۳۹۸ برخی از مأموران سازمان اطلاعات سپاه با یورش به خانه‌اش وسایل ارتباطی خود و خانواده‌اش را بازرسی کرده و با خود بردند.[۷۰]
27. ژیلا بنی‌یعقوب؛ روزنامه‌نگار و برنده «جایزه شجاعت»[۷۳] در سال ۱۳۸۹ سه بار، محاکمه شد.[۱۰۷] وی به دلیل آسیب دیدن از ناحیه سر در زندان، به بیمارستان منتقل شد.[۱۰۸]
28. در اسفند ۱۴۰۰، یک نویسنده و روزنامه‌نگار آبادان‌ای به نام ماندانا صادقی به همراه دو روزنامه‌نگار دیگر به دلیل انتشار گزارشی دربارهٔ اعتراضات ۱۳۷۹ در آبادان دربارهٔ وضعیت بد آب و نیز کشته شدن برخی از معترضان، از سید علی خامنه‌ای به عنوان رهبر، خواسته بود که از مردم عذرخواهی کند که البته انتشار این مطلب، باعث محاکمه وی به اتهام توهین به رهبری شد.[۶۵]
29. ویدا ربانی؛ روزنامه‌نگار و عضو «حزب اتحاد ملت ایران» در آذر ۱۳۹۹ به دست برخی از نیروهای امنیتی جمهوری اسلامی بازداشت شد. وی در زندان، اعتصاب غذا کرد. وی در دادگاه به اتهاماتی همچون: اجتماع و تبانی علیه امنیت کشور، توهین به مقدسات، توهین به رهبری و مسئولان نظام، متهم شد. وی در ۲۵ دی ۱۳۹۸ نیز به همراه یکی دیگر از اعضای حزب اتحاد ملت ایران، به دلیل دعوت دیگران به شرکت کردن در تجمع اعتراضی به سرنگون شدن هواپیمای اوکراینی به وسیله پدافند نیروی هوافضای سپاه پاسداران انقلاب اسلامی و ابراز همدردی با خانواده کشته‌شدگان، به دست برخی از نیروهای امنیتی بازداشت شد.[۱۰۹]
30. رکسانا صابری؛ خبرنگار ایرانی-آمریکایی که توسط حکومت جمهوری اسلامی زندانی شد.[۸۵]
31. رعنا رحیم‌پور؛ مجری تلویزیون بی‌بی‌سی فارسی چند بار به مرگ، تهدید شده است.[۱۰]
32. سپیده مرادی؛ به همراه آویشا جلال‌الدین و شیما انتصاری در تارنمای «مجذوبان نور» (وابسته به سلسله نعمت‌اللهیه سلطان‌علی‌شاهی) همکاری داشته و به پنج سال حبس محکوم شد. وی از مراقبت‌های بهداشتی و پزشکی محروم است.[۳۹]
33. اعظم ویسمه؛ روزنامه‌نگاری که در خرداد ۱۳۸۹ توسط حکومت جمهوری اسلامی بازداشت شد.[۱۱۰][۴۷]
34. نیلوفر غلامی؛ نیروهای امنیتی حکومت جمهوری اسلامی برای بازگرداندن این روزنامه‌نگار و فعال سیاسی از ترکیه به ایران، پدرش ناصر غلامی (زندانی سیاسی سابق و دبیر پیشین «سندیکای کارگران شرکت واحد اتوبوسرانی») را بارها مورد فشار و بازجویی قرار داده‌اند.[۱۱۱]
35. معصومه علی‌نژاد قمی (مسیح علی‌نژاد) که طرح ربودنش[۱۶] در خارج از ایران به سپاه پاسداران توسط برادرش علی‌رضا علی‌نژاد افشا شد و در پی آن، برادرش به ۸ سال حبس محکوم شد.[۱۷] مسیح علی‌نژاد به سازمان گزارشگران بدون مرز گفت: «این اتهام‌ها علیه برادرم دروغین [بوده] و برای به سکوت وادار کردن من هستند. تنها جرم برادر من، افشا و برهم زدن طرح سپاه پاسداران برای ربودن من از ترکیه بود او در این باره به من هشدار داد».[۱۷] دستگاه اطلاعاتی جمهوری اسلامی یک بار دیگر در تیر ۱۴۰۰ برای ربودن او در داخل خاک آمریکا اقدام کردند، اما این عملیات توسط اف‌بی‌آی خنثی شد.[۱۱۲]

## نگاهی کلی به روش‌های سرکوب
حکومت جمهوری اسلامی، روزنامه‌نگاران و نویسندگان را با روش‌های گوناگونی همچون: سانسور متن، توقیف رسانه و کتاب، قطع درآمد، تبعید اجباری، بازداشت و زندانی کردن و کشتن (چه با ترور در بیرون زندان و چه با اعدام در زندان) سرکوب کرده و صدایشان در جامعه حذف می‌کند.

### ربودن
بر پایه برخی از منابع، ربودن کنشگران سیاسی و روزنامه‌نگاران یکی از روش‌های حکومت جمهوری اسلامی است.
وزارت اطلاعات و نهادهای اطلاعاتی دیگر (سازمان اطلاعات سپاه…) حکومت جمهوری اسلامی، چند دهه است که عملیات ربودن و کشتار مخالفان را حتی در کشورهای خارجی انجام داده است.
کسانی همچون: روح‌الله زم (ربوده‌شده توسط سازمان اطلاعات سپاه پاسداران انقلاب اسلامی در اکتبر ۲۰۱۹ در عراق و سپس اعدام در ایران) و آرش شعاع شرق (ربوده‌شده در ۵ فوریه ۲۰۱۸ به دست مأموران امنیتی جمهوری اسلامی در جلو خانه‌اش در ترکیه)... جزو روزنامه‌نگارانی هستند که ربوده شدند؛ ولی برنامه ربودن مسیح علی‌نژاد و علی جوانمردی در خارج ایران، ناموفق بود.

### شکنجه
در موارد بسیاری، خبرنگاران خارجی (یا ایرانی-خارجی) ای که سانسور را نپذیرفته‌اند، به اعمال منافی اخلاق، متهم گشته و به زندان، تهدید شدند.

#### حبس در سلول انفرادی‌ای به نام قبر
زندانیان (عقیدتی و سیاسی) توسط حکومت جمهوری اسلامی در سلول‌های انفرادی‌ای به نام قبر (سلول قبری) حبس می‌شوند که فریبا پژوه، یکی از روزنامه‌نگارانی است که در زیرزمین زندان اوین، در چنین سلول انفرادی کوچکی مدت‌ها محبوس بود.

#### پروژه دیوانه‌سازی روزنامه‌نگاران زندانی
نهادهای امنیتی حکومت جمهوری اسلامی، افزون بر احضار، بازجویی، ارعاب، شکنجه، اعتراف اجباری، تجاوز جنسی و رفتارهای خشن و نیز حبس و زندان…، برای تخریب روحیه و شکنجه بیشتر زندانیان سیاسی (و عقیدتی)، با فشار به پزشکان زندان‌ها از روش دیوانه‌سازی (روانی‌سازی) استفاده می‌کنند که هنگامه شهیدی یکی از روزنامه‌نگارانی است که این شیوه بر ضدش به کار گرفته شد.

## آمار زندانیان، کشته‌شدگان و شکنجه‌شدگان
- در طول فقط ۲۰ سال از عمر حکومت جمهوری اسلامی، دست‌کم ۳۵۰ رسانه، توقیف شده است و بیش از ۸۰۰ روزنامه‌نگار و شهروند خبرنگار احضار، بازداشت و بازجویی شده و بیش از ۵۰۰ تن از آنان محاکمه گشته و به حبس‌هایی از ۳ ماه تا ۱۹ سال زندان محکوم شده‌اند و این در حالی است که علی خامنه‌ای، رهبر حکومت جمهوری اسلامی، ایران را آزادترین کشور جهان معرفی می‌کند.[۸۵]

### بیشترین آمار اعدام روزنامه‌نگاران در جمهوری اسلامی
بر پایه برخی از منابع رسمی، در ۵۰ سال اخیر، بیشترین شمار حکم اعدام را حکومت جمهوری اسلامی بر ضد روزنامه‌نگاران صادر و اجرا کرده است.

### آمار روزنامه‌نگاران زندانی و کشته‌شده از ۱۳۵۸ تا ۱۳۸۸
بر پایه دستیابی سازمان گزارشگران بدون مرز به ۱ میلیون و ۷۰۰ هزار سند از داده‌های دستگاه قضائی ایران-که آن‌ها را در اختیار شورای حقوق بشر سازمان ملل متحد قرار داده-به آمارهایی از زندانیان و اعدام‌شدگان عقیدتی و سیاسی از سال ۱۳۵۸ تا ۱۳۸۸ خورشیدی دست یافته است، از جمله، بازداشت یا اعدام ۸۶۰ روزنامه‌نگار و شهروندخبرنگار. که ۲۱۸ نفرشان زن بوده‌اند (۱۳۸۸–۱۳۵۹).

### آمار روزنامه‌نگاران زندانی در سال ۱۳۸۸
کمیته حفاظت از روزنامه‌نگاران در گزارش سالانه خود اعلام کرد که بیش از ۹۰ روزنامه‌نگار در سال ۲۰۰۹ میلادی توسط حکومت جمهوری اسلامی بازداشت شده‌اند. البته بر پایه گزارش سازمان گزارشگران بدون مرز، فقط در ۱۵۰ روز از سال ۱۳۸۸ خورشیدی، ۱۰۰ (صد) روزنامه‌نگار بازداشت شدند.
- بر پایه برخی از منابع، حکومت جمهوری اسلامی در سال ۱۳۸۸ با ۳۳ روزنامه‌نگار زندانی (از جمله، روزنامه‌نگاران بازداشت‌شدهٔ مربوط به جنبش سبز ایران)، بزرگ‌ترین زندان روزنامه‌نگاران در جهان بود.[۱۲۱]

### آمار روزنامه‌نگاران شکنجه‌شده در سال ۱۳۸۸
- در پی اعتراضات سراسری سال ۱۳۸۸ (جنبش سبز ایران) و مدتی پس از آن، ۴۰ فعال رسانه‌ای (روزنامه‌نگار و خبرنگار…)، روی‌هم‌رفته به ۲٫۰۰۰ ضربه شلاق محکوم شدند.[۲۴]

### آمار روزنامه‌نگاران زندانی در سال ۱۳۹۶
به گزارش سازمان گزارشگران بدون مرز از آغاز سال ۲۰۱۷ میلادی، بیش از ۹۴ تن از وب‌نگاران در ایران بازداشت شده‌اند و روزنامه‌نگاران همچنان قربانی جنگ قدرت جناح‌های گوناگون حکومت جمهوری اسلامی هستند.

### آمار روزنامه‌نگاران زندانی و کشته‌شده در سال ۱۳۹۹
- بنا بر گزارش سازمان عفو بین‌الملل، در سال ۲۰۲۰ میلادی، صدها تن از روزنامه‌نگاران، مخالفان سیاسی، هنرمندان، نویسندگان، مدافعان حقوق بشر، مدافعان حقوق زنان، فعالان حقوق کارگران، فعالان حقوق اقلیت‌ها (ی عقیدتی و جنسی و قومی) و محافظان محیط زیست، زندانی یا اعدام شده‌اند.[۱۲۳]
- بر پایه گزارش سازمان گزارشگران بدون مرز، در سال ۱۳۹۹ دست‌کم ۵۴ احضار، بازداشت و صدور حکم حبس برای روزنامه‌نگاران و شهروندخبرنگاران توسط حکومت جمهوری اسلامی صادر شده است.[۶]

### آمار روزنامه‌نگاران زندانی در سال ۱۴۰۰
- در سال ۱۴۰۰ خورشیدی، ۱۵ روزنامه‌نگار توسط حکومت جمهوری اسلامی به زندان افتاده‌اند. بر پایه برخی از منابع، (جمهوری اسلامی) ایران، بزرگ‌ترین[۱۲۴] «زندان آزادی بیان» است.[۱۲۵]
- بر پایه گزارش سازمان گزارشگران بدون مرز، ۲۱ روزنامه‌نگار و شهروندخبرنگار[۱۱۸] در ایران، نوروز (۱۴۰۰) را در زندان گذرانده و حق مرخصی نداشتند.[۱۲۶][۱۲۷]

### آمار روزنامه‌نگاران و خبرنگاران زندانی در خیزش ۱۴۰۱
در خیزش ۱۴۰۱ ایران دست‌کم ۶۰٫۰۰۰ تن، از جمله، ۷۳ خبرنگار و روزنامه‌نگار بازداشت شدند.

### دومین روزنامه‌نگار پیر جهان
«دومین روزنامه‌نگار پیر جهان» به نام کیوان صمیمی (سردبیر نشریه «ایران فردا») در حکومت جمهوری اسلامی، زندانی است.

## مواد مخدر در زندان‌ها
بنا به گزارش برخی از روزنامه‌نگاران زندانی، مواد مخدر در زندان‌های نظام جمهوری اسلامی ایران آسان‌تر از مواد غذایی یافت می‌شود.

## وضعیت کلی نقض حقوق بانوان روزنامه‌نگار و خبرنگار
- بر پایه گزارش سازمان گزارشگران بدون مرز، بسیاری از روزنامه‌نگاران زندانی در زندان‌های حکومت جمهوری اسلامی در وضعیتی غیرانسانی، تحقیرآمیز و محروم از حقوق ابتدایی هستند.[۵۴]
- در سال ۱۴۰۰، سازمان گزارشگران بدون مرز، زندانی کردن «سازمان‌دهی‌شده» فعالان رسانه‌ای و بازداشت «خودسرانه» زنان روزنامه‌نگار از سوی حکومت جمهوری اسلامی را محکوم کرد.[۱۳۰]
- سازمان حقوق بشری «آرتیکل ۱۹» با همکاری «کمیته حفاظت از روزنامه‌نگاران (CPJ)» در گزارشی، روند فزاینده آزار زنان روزنامه‌نگار ایرانی مقیم خارج از ایران از سوی حکومت جمهوری اسلامی را بسیار نگران‌کننده دانست.[۱۳۰]
- سازمان گزارشگران بدون مرز دربارهٔ بازداشت خودسرانه زنان روزنامه‌نگار ایرانی توسط نظام جمهوری اسلامی ایران ابراز نگرانی کرد.[۱۰۲][۱۰۳][۱۳۰]
- انجمن جهانی قلم در بیانیه‌ای از سرکوب دولتی فعالان حقوق زنان توسط حکومت جمهوری اسلامی، ابراز نگرانی کرد.[۲۲]
- حکومت جمهوری اسلامی، بزرگ‌ترین زندان جهان برای روزنامه‌نگاران و وب‌نگاران زن است.[۱۳۱][۳۹]

## وضعیت کلی نقض حقوق خانواده‌های روزنامه‌نگاران و خبرنگاران
- سازمان گزارشگران بدون مرز، حکم‌های صادره بر ضد اعضای خانواده روزنامه‌نگاران را باج‌خواهی حکومت جمهوری اسلامی دانست.[۱۷] تا کنون، خویشاوندان ۱۰۱ روزنامه‌نگار ایرانی از سوی حکومت جمهوری اسلامی، مورد آزار و تهدید قرار گرفته‌اند.[۱۰]
- خانواده‌های روزنامه‌نگاران و وب‌نگاران زندانی به شکل منظم از سوی مسئولان قضایی و زندان‌بانان حکومت جمهوری اسلامی با توهین و حملات لفظی و فیزیکی، روبه‌رو می‌شوند؛ این اقدامات عمدی برای افزایش فشار و شکنجه به زندانیان است.[۷۷]

## تهدید و آزار روزنامه‌نگاران برون‌مرز و خانواده‌هایشان
مسئولان خبرگزاری جهانی بی‌بی‌سی از سازمان ملل متحد خواسته است که در راستای دفاع از حقوق خبرنگارانش و خانواده‌هایشان در برابر آزارها و تهدیدهای حکومت جمهوری اسلامی اقدام کند.

## سرکوب روزنامه‌نگاران به دلیل انتشار اخبار مربوط به کرونا
- بر پایه شماری از گزارش‌های رسمی، هم‌زمان با همه‌گیری ویروس کرونا حکومت جمهوری اسلامی با محدودتر و سخت‌تر کردن کنترل اطلاعات، افزایش شمار بازداشت‌ها و حبس‌های سنگین روزنامه‌نگاران از اطلاع‌رسانی درست دربارهٔ تعداد مبتلایان و کشته‌شدگان بر اثر کووید ۱۹ (کرونا) جلوگیری کرده و آمار را کاهش می‌دهد.[۱۱۷]
- بنا بر گزارش سازمان عفو بین‌الملل، برخی از روزنامه‌نگاران و کاربران شبکه‌های اجتماعی به دلیل انتشار اخبار مربوط به کرونا (و نیز آمار مبتلایان و کشته‌شدگان) بازداشت شده‌اند.[۱۲۳]

## توقیف مطبوعات
1. به گزارش انجمن جهانی قلم، قوه قضاییه در طی فقط یک سال (۱۳۸۵) تعدادی از روزنامه‌های مستقل، بیش از ۳۰ هفته‌نامه و نیز نشریاتی دیگر را تعطیل کرده است.[۲۲]
2. در ۱۳ دی ۱۳۹۴ روزنامه «بهار» به اتهام تبلیغ علیه نظام، توقیف شد و پیش‌تر نیز در ۶ آبان ۱۳۹۲ از سوی «هیئت نظارت بر مطبوعات» به اتهام توهین به مقدسات (اسلامی) توقیف شده بود.[۵۸]
3. در ۱۰ اردیبهشت ۱۳۹۱ ماهنامه «نسیم بیداری»، ۲ ماه توقیف شد.[۵۴]
4. به گزارش انجمن جهانی قلم، حکومت جمهوری اسلامی انتشار «صدها کتاب»، حتی کتاب‌هایی که یک یا چند بار منتشر شده‌اند ممنوع کرده و نیز چندین سازمان فرهنگی و هنری را تعطیل کرده است.[۲۲]
5. انجمن جهانی قلم در نوامبر ۲۰۰۶ از مصوبه‌های حکومت جمهوری اسلامی برای کنترل اینترنت در ایران و جلوگیری از دسترسی به بسیاری از تارنماها ابراز نگرانی کرد.[۲۲]

## فعالیت‌ها

### پیشینه مبارزات صنفی روزنامه‌نگاران
با اینکه پیشینه ایجاد نخستین تشکل صنفی روزنامه‌نگاری در ایران کم و بیش به یک قرن پیش می‌رسد، سندیکای نویسندگان و خبرنگاران ایران در ۲۴ آبان ۱۳۴۱، نخستین مجمع عمومی خود را برگزار کرد که تا سال ۱۳۵۸ فعال بود؛ ولی زیر فشار حکومت جمهوری اسلامی، غیرفعال شد؛ با این حال در بهمن ۱۳۷۱ با نام انجمن صنفی روزنامه‌نگاران ایران آغاز به کار کرد؛ هر چند در سال ۱۳۸۷ منحل شد و حتی بعدها نیز نامه بیش از ۷۷۲ روزنامه‌نگار به رئیس‌جمهور وقت برای بازگشایی انجمن صنفی روزنامه‌نگاران ایران بی‌پاسخ ماند.

### اعتراضات
- در ۲۱ بهمن ۱۳۹۸ «انجمن صنفی روزنامه‌نگاران آزاد تهران» در بیانیه‌ای خواستار توقف مواجهه امنیتی با روزنامه‌نگاران شد.[۷۱]

## سرکوبگران

### نهادهای سرکوبگر

#### همبستگی سه قوه برای سرکوب
بر پایه برخی از منابع، سه قوه (قضاییه، مجریه و قانون‌گذاری) حکومت جمهوری اسلامی بر ضد روزنامه‌نگاران و رسانه‌ها همدست هستند.

#### طرح مجلس شورای اسلامی برای تهدید و محدودیت
در طرح ۴۱ تن از نمایندگان مجلس شورای اسلامی برای کیفر خبرنگاران متخلف، جریمه‌ای بین ۱۸۰ تا ۳۶۰ میلیون ریال و نیز حکم انفصال دائم از خدمات دولتی و عمومی، نوشته شده است که سازمان گزارشگران بدون مرز با یادآوری اینکه سال‌هاست روزنامه‌نگاران ایرانی در خارج از کشور و نیز خانواده‌هایشان در داخل ایران، تحت آزار، بازداشت و حبس‌های سنگین هستند، این طرح را تهدید روزنامه‌نگاران و بخش‌های فارسی‌زبان رسانه‌های جهانی و در راستای ایجاد سانسور بیشتر در عرصه اطلاع‌رسانی دانست.

#### مراکز امنیتی و سپاهی
سازمان اطلاعات سپاه با به‌کارگیری شیوه جدید سرکوب (ایجاد رعب و وحشت برای جلوگیری از فعالیت انتقادی در شبکه‌های اجتماعی)، روزنامه‌نگاران را با احضار، بازجویی و توقیف وسایل ارتباطی…، آنان را تحت فشار قرار داده تا از هر گونه نقدی به حکومت جمهوری اسلامی پرهیز کنند.

### افراد سرکوبگر
1. بر پایه گزارش سازمان گزارشگران بدون مرز، سید علی خامنه‌ای در اردیبهشت ۱۳۷۹ (دوره اصلاحات) جنگی همه‌جانبه را بر ضد رسانه‌ها را آغاز کرد که همچنان ادامه دارد.[۸۵]
2. در برخی از منابع رسمی از ابوالقاسم صلواتی به عنوان «جلاد روزنامه‌نگاران و وب‌نگاران» یاد شده است.[۵]

## واکنش‌ها به سرکوبگری‌ها
1. فدراسیون بین‌المللی جامعه‌های حقوق بشر، جامعه دفاع از حقوق بشر در ایران، سازمان گزارشگران بدون مرز و نیز شیرین عبادی (ایرانی برنده جایزه صلح نوبل) در بیانیه‌ای، رفتار غیرانسانی حکومت جمهوری اسلامی با زندانیان عقیدتی و مدافعان حقوق بشر، روزنامه‌نگاران و وب‌نگاران را محکوم کرد. آنان اعلام کردند که وضعیت حقوق بشر در ایران، هر روز بدتر می‌شود و شاهد مرگ مشکوک زندانیان و بدرفتاری با آن‌ها در زندان‌های سراسر ایران به ویژه در زندان‌های اوین و رجایی‌شهر هستیم. خطر مرگ، بسیاری از زندانیان عقیدتی را تهدید می‌کند.[۱۳۷]
2. بیش از ۱۳۰۰ نفر از فعالان سیاسی و مدنی در بیانیه‌ای ضمن اعتراض به حکم حبس کیوان صمیمی سردبیر نشریه «ایران فردا» خواهان آزادی‌اش شدند.[۱۳۸]
3. در سال ۱۳۹۵ بیش از ۱۳۰ کنشگر رسانه‌ای در نامه‌ای به رئیس قوه قضاییه دربارهٔ وضعیت سلامت برخی از روزنامه‌نگاران زندانی، ابراز نگرانی کردند.[۵۹]
4. نمایندگان پارلمان آلمان با اکثریت آرا نقض حقوق بشر از سوی حکومت جمهوری اسلامی، از جمله، نقض حقوق زندانیان سیاسی، تبعیض علیه زنان، نقض حقوق و آزادی‌های اقلیت‌های جنسی و دینی، نقض آزادی بیان و نیز سرکوب روزنامه‌نگاران و فعالان مدنی و بازداشت‌ها و اعدام‌های خودسرانه را محکوم کرد.[۱۳۹]

## جایگاه جمهوری اسلامی از جهت روزنامه‌نگار زندانی و آزادی رسانه
1. بر اساس آمار سازمان گزارشگران بدون مرز، حکومت جمهوری اسلامی در رده‌بندی جهانی مربوط به آزادی مطبوعات در سال ۲۰۱۷ میلادی از میان ۱۸۰ کشور جهان، در رده ۱۶۵ قرار داشت.[۷۸]
2. حکومت جمهوری اسلامی با ده‌ها روزنامه‌نگار و شهروندخبرنگار زندانی، یکی از پنج زندان بزرگ جهان برای فعالان رسانه‌ای است.[۷۸] در سال ۲۰۱۹ نیز حکومت جمهوری اسلامی ایران، مانند حکومت‌های چین، عربستان، مصر و ترکیه، جزو پنج کشوری بود که بیشترین زندانیان روزنامه‌نگار را داشت.[۱۴۰][۱۴۱][۱۴۲]
3. به گزارش «انجمن قلم آمریکا» در سال ۲۰۲۰ میلادی، نظام جمهوری اسلامی ایران از نظر تعداد نویسندگان و روشنفکران زندانی، رتبه چهارم را در جهان دارد.[۱۴۳]
4. بر پایه سازمان گزارشگران بدون مرز (RSF) در سال ۱۴۰۰ خورشیدی، (حکومت جمهوری اسلامی) ایران از جهت آزادی رسانه در میان ۱۸۰ کشور، جایگاه ۱۷۴ را دارد.[۱۴۴][۷۰]

## روزنامه‌نگاران و خبرنگاران مخالف با جمهوری اسلامی
فهرست نام‌های برخی از روزنامه‌نگاران و خبرنگاران مخالف با حکومت جمهوری اسلامی (به ترتیب حروف الفبا):
1. امیر مهدی ادیب موحد؛
2. ساسان آقایی؛
3. بهمن احمدی امویی؛
4. مهسا امرآبادی؛
5. علی‌اصغر امیرانی؛
6. امیر امیرقلی؛
7. مرضیه امیری؛
8. مسعود باستانی؛
9. عمادالدین باقی؛
10. ژیلا بنی‌یعقوب؛
11. مازیار بهاری؛
12. عماد بهاور؛
13. عبدالواحد بوتیمار؛
14. فریبا پژوه؛
15. عبدالرضا تاجیک؛
16. محمود جعفریان؛
17. ایرج جمشیدی لاریجانی؛
18. علی جوانمردی؛
19. عدنان حسن‌پور؛
20. جیسون رضاییان؛
21. حسین رونقی ملکی؛
22. ابراهیم زال‌زاده؛
23. روح‌الله زم؛
24. احمد زیدآبادی؛
25. محسن سازگارا؛
26. هاله سحابی؛
27. عیسی سحرخیز؛
28. سعید سلطان‌پور؛
29. یاشار سلطانی؛
30. مهدی سهرابی؛
31. سید حسن شریعتمداری (فرزند سید محمدکاظم شریعتمداری)؛
32. آرش شعاع‌شرق؛
33. ماشاالله شمس‌الواعظین (محمود شمس)؛
34. هنگامه شهیدی؛
35. هدی صابر؛
36. رکسانا صابری؛
37. کیوان صمیمی بهبهانی؛
38. ریحانه طباطبایی؛
39. حشمت‌الله طبرزدی؛
40. ابوالفضل عابدینی نصر؛
41. سهیل عربی؛
42. مسیح علی‌نژاد؛
43. نادر فتوره‌چی؛
44. علی فرح‌بخش؛
45. سیمون فرزامی؛
46. مهرانگیز کار؛
47. ‫‫علی اصغر کارگر؛
48. زهرا کاظمی؛
49. مسعود کاظمی؛
50. محمد صدیق کبودوند؛
51. کیوان کریمی؛
52. عباس لسانی؛
53. مسعود لواسانی؛
54. سعید لیلاز؛
55. امین ماسوری؛
56. کیومرث مرزبان؛
57. سعید متین‌پور؛
58. نرگس محمدی؛
59. مهدی محمودیان؛
60. محمد مساعد؛
61. عالیه مطلب‌زاده؛
62. رضا مظلومان («کوروش آریامنش»)؛
63. بدرالسادات مفیدی؛
64. شکیلا منفرد؛
65. یعقوب مهرنهاد؛
66. امیرحسین میراسماعیلی؛
67. شیوا نظر آهاری؛
68. کسری نوری؛
69. محمد نوری‌زاد؛
70. مجتبی واحدی بُدَلا؛
71. اعظم ویسمه.